# 1107 (曲)
「1107」（イイオンナ）は 2010年7月21日にユニバーサルシグマから発売されたクレイジーケンバンド12枚目のシングル。

## 解説
前作「ガールフレンド」より1年振りの新曲。
特典映像収録DVD付初回限定盤と通常盤の2形態で発売。

## 収録曲

### CD
1. 1107(4:18)[1]
  - 西友「KY2キャンペーン」CF曲
2. 馬力(4:22)[1]
  - フジテレビ系列「みんなのKEIBA」テーマ曲
3. CRAZY KEN BAND's Information(12:04)[1]
4. 1107（KARAOKE）(4:17)[1]
5. 馬力（KARAOKE）(4:24)[1]

### 初回限定盤DVD
1. 1107　ミュージック・ビデオ
2. 横山剣&新宮虎児インタビュー
3. レコーディング時オフショット映像